# Amegas
Amegas est un jeu vidéo développé par reLINE Software, sorti en 1987 sur l'ordinateur personnel Amiga. Conçu par Guido Bartels, Amegas est un casse-briques, inspiré du classique Arkanoid, qui se démarque par des caractéristiques additionnelles,. La musique de jeu, composée par Karsten Obarski, le créateur de Ultimate Soundtracker, est célèbre pour avoir suscité l'ère du format module. Le jeu a donné suite à Crystal Hammer.

## Système de jeu
Le principe de jeu est caractéristique du casse-briques, dont les bases, posées par Breakout en 1976, ont été étendues par Arkanoid en 1986. Le joueur contrôle une raquette (une batte) qu'il déplace sur l'axe horizontal au bas de l'écran et le but du jeu est de détruire une construction de briques en faisant rebondir une balle dans l'aire de jeu. Le joueur perd une vie s'il laisse passer la balle au bas de l'écran et atteint le niveau suivant une fois toutes les briques détruites. La forme des constructions, la nature des briques, les différents bonus et la vitesse de la balle constituent les principales variables de jeu.
Le jeu comprend 40 niveaux. Les niveaux occupent la largeur de l'écran (320 pixels, soit 20 briques en largeur); c'est une différence notable avec les canons du genre qui se limitent habituellement à une fenêtre de jeu verticale d'environ 210 pixels de large (soit 13/14 briques côte à côte). Cette configuration augmente la durée des niveaux, qui peuvent tourner à l'épreuve d'endurance et multiplie les angles d'approche. Au fur et à mesure de la progression, l'architecture des constructions se complexifie (cavité, couloir étroit) appelant des trajectoires plus étudiées et de prompts réflexes. La présence d'ennemis, qui traversent le tableau de haut en bas en zigzaguant, perturbe aussi le déroulement des échanges.
De manière conventionnelle, l'emplacement de la balle sur la raquette lors du rebond détermine sa trajectoire : une réception au centre de la raquette produit une trajectoire axée tandis qu'une réception excentrée lui inflige une trajectoire fuyante. Contrairement à la plupart des jeux du genre, où la vitesse de la balle augmente progressivement, dans Amegas, la vitesse de jeu est d'abord une variable dépendante du joueur, induite par la trajectoire donnée à la balle : plus elle est fuyante, plus la balle prend de la vitesse. Les changements de rythme tendent ainsi à être plus fréquents. Le jeu se joue uniquement à la souris, l'auteur ayant estimé que le contrôle au joystick ou au clavier nuit aux performances de jeu (en salle d'arcade, les casse-briques se jouent traditionnellement au paddle).
Les briques possèdent des caractéristiques variées mises en évidence par de petits symboles. Les plus courantes requièrent de un à quatre impacts pour être détruites, sont indestructibles ou contiennent une capsule bonus. D'autres briques, plus rares, se déplacent sous les impacts, font apparaître de nouvelles briques, apportent un bonus spécial, provoquent une mort instantanée ou requièrent un clic gauche juste avant l'impact pour pouvoir être détruites.
Les capsules bonus chutent au bas de l'écran et peuvent être récupérées avec la raquette. Il y a sept types de bonus, la plupart tirés de Arkanoid : élargissement de la raquette, magnétisation de la raquette, ajout de tirs lasers, ralentissement de la balle, multiplication des balles, vie supplémentaire et téléportation au niveau suivant. Une autre particularité de Amegas tient à ce que le bonus ramassé n'est pas automatiquement validé, mais stocké : un clic droit est nécessaire pour le rendre effectif, ce qui peut être fait à tout moment (même au début d'un nouveau niveau ou après une mort). Ce système de validation ajoute une dimension stratégique.
Les crédits de vies sont illimités mais la progression ne peut pas être sauvegardée. Seul le tableau des meilleurs scores peut être enregistré.

## Développement
Amegas est produit par la jeune société hanovroise reLINE Software, fondée par Holger Gehrmann et Uwe Grabosch en 1987. Guido Bartels est le concepteur, programmeur et graphiste du jeu, pour ce qui est sa première expérience en la matière sur 16 bits. L'influence d'Arkanoid est prégnante; on la retrouve dans les concepts de jeu mais aussi dans l'architecture de certains niveaux et le design des ennemis.
La musique de jeu est écrite par le programmeur et compositeur Karsten Obarski. Quand Bartels demande à son ami de concevoir la musique, celui-ci a déjà expérimenté une playroutine sur Amiga 1000 qui joue de la musique avec de courts échantillons d'instruments. Il décide de programmer un logiciel d'édition ergonomique pour générer les données utilisées par sa playroutine. Après quelques améliorations, The Ultimate Soundtracker (« Le pisteur de son ultime ») était né. Le logiciel donne forme à un mode de composition numérique abordable, le tracker et son format module, qui va démocratiser la création musicale sur Amiga. Soundtracker et ses clones permettent d'exploiter aisément les capacités sonores uniques de la machine (jouer des samples 8-bit PCM sur quatre canaux en stéréo avec DMA; cf. puce Paula). Le format MOD (premier format module) va rapidement devenir un standard de la scène Amiga, adopté par de nombreux développeurs de jeux vidéo et musiciens amateurs, en particulier de la scène démo émergente. Le tracker est plus globalement à la base d'un mouvement musical alternatif, la tracking scene, qui s'étend au compatible PC au début des années 1990 et se développe jusqu'à l'avènement de formats comme le MP3 et l'Ogg Vorbis. La musique d'Amegas est le premier module tracker et la première composition d'Obarski sur Amiga.

## Commercialisation
Amegas est édité par Golden Games en Allemagne, Interceptor Group au Royaume-Uni (sous son nouveau label premium Pandora) et DigiTek aux États-Unis (30 $ US). Au Royaume-Uni, le jeu est réédité en 1989 dans le TenStar Pack, un pack regroupant dix jeux commercialisé en bundle avec l'Amiga 500, et en 1990 sous le label budget Smash 16 (5 £).
1987 est l'année du casse-briques. Le succès d'Arkanoid en salle d'arcade en 1986 a remis au goût du jour le genre et nombreux éditeurs ont profité du délai entre la sortie de l'original et l'apparition de l'adaptation officielle pour occuper le marché. Ce type de jeu, plutôt simple à programmer, voit ainsi une vague de représentants déferler en l'espace de quelques mois. Amegas est perçu comme une alternative solide. Dans son numéro de mars/avril 1988, le magazine français Génération 4 (87 %) salue l'originalité du titre et dans un comparatif du genre le place dans son quatuor de tête avec Arkanoid, Giganoid et Crystal Hammer. Le magazine britannique Computer & Video Games (36/40) plébiscite la jouabilité et la réalisation visuelle et sonore. La publication américaine Info (5/5) estime que l'élève dépasse le maître en ajoutant des caractéristiques originales au canevas posé par Arkanoid. Lors de sa réédition en 1990 à prix budget, Amegas garde les faveurs du magazine Zero (79 %) qui trouve le gameplay addictif et la gestion de la souris avantageuse. Dans le même temps, The Games Machines (27 %) avance que ce type de jeu, à la réalisation et au gameplay « à l'ancienne », ne devrait plus être chargé sur Amiga.

## Crystal Hammer
Crystal Hammer est un nouveau casse-briques conçu par Guido Bartels, édité en 1988 par reLine (Axxiom au Royaume-Uni au prix de 15 £). Karsten Obarski a composé la musique. Les briques laissent place à des cristaux avec des visuels et des bruitages plus détaillés. Le gameplay délaisse divers éléments introduits dans Amegas et la gestion des rebonds est désormais plus complexe. Le jeu implémente 30 niveaux dans la version originale et 50 dans une réédition de 1993. La presse spécialisée a plus diversement accueilli cet énième clone, considéré convaincant par Génération 4 (90 %) début 1988 mais sans inspiration par le magazine anglais The One (41 %) en fin d'année.